# Walk Idiot Walk
Walk Idiot Walk är den första singeln från albumet Tyrannosaurus Hives av Hives. Den vann Rockbjörnen för "årets svenska låt" och videon har även vunnit ett MTV-Pris. Låten låg i många veckor på Trackslistan. I Australien rankades låten på placeringen #55 på Triple J's Hottest 100 of 2004.

## Listplacering
| Lista (2004) | Topplacering |
| ------------ | ------------ |
| Norge        | 18           |
| Sverige      | 15           |

## Låtlista
1. "Walk Idiot Walk" (albumversion) - 3:31
2. "Genepool Convulsions" - 2:16
3. "Keel-Hauling Class of '89" - 2:45